# 조반니 보카치오
조반니 보카치오(Giovanni Boccaccio, 1313년 6월 16일 ~ 1375년 12월 21일)는 이탈리아의 소설가·시인이다.

## 생애
그의 아버지는 상인으로서 환전상을 경영하였으며 그는 사생아로 체르탈도라는 고장에서 출생하였다. 피렌체에서 아버지의 업을 익히는 한편 초보적인 교육을 받았다. 14세 때에 장사를 배우기 위해 나폴리로 보내졌는데 보카치오는 "그 6년간은 시간 낭비 외에 얻은 바가 없었다"고 말하고 있다. 새로 6년간을 법학 연구에 보냈으나 별로 공부는 하지 않았다. 그러나 문학에 대해서는 깊은 감격과 의욕을 가져 열심히 독학을 하였다. 당시 문예 부흥 운동이 한창이던 나폴리에서 그는 유쾌한 사교 모임에도 참여하고 친구도 사귀며 인문학자에 의해 고전 문학에 눈을 뜨게 되었다. 그런 가운데 한 여성에 대한 열렬한 연애 경험은 그의 청년기 문학 창조에 중요한 계기가 되었다. 그럴 즈음 아버지의 파산과 죽음을 맞아 백방으로 직업을 구하다 피렌체 시 정부의 일자리를 얻게 되었다. 다행히도 그의 학식과 재능, 능변으로 교황이나 그 밖의 여러 영주에게 사절로 파견되는 행운이 있었다.
이 즈음 그에게 있어서 가장 뜻있고 줄거운 사건은 청년 시대로부터 만나고자 소원했던 페트라르카를 만나게 된 일이었다(1350년). 그의 만족과 기쁨은 비길 데가 없었으며 친교는 더욱더 두터워져 죽을 때까지 계속되었다. 1362년 점쟁이가 말한 죽음의 예언을 믿은 그는 은둔 생활로 들어가 모처럼의 고전 연구를 그만두려 하였으나 페트라르카의 권유로 연구를 계속하였다. 그러나 노령과 빈곤, 질병에 시달린 나머지 나폴리에도 피렌체에도 흥미를 잃어 고국에 돌아가 숨어 살며 고전 연구에 몰두하였다. 특히 페트라르카의 죽음(1374)에 크게 충격을 받아 전년에 피렌체 정부의 요청에 의해 맡았던 <신곡>의 강의도 중단하였다. 그 후 얼마 지나지 않아 생애를 마감하였다.

## 작품

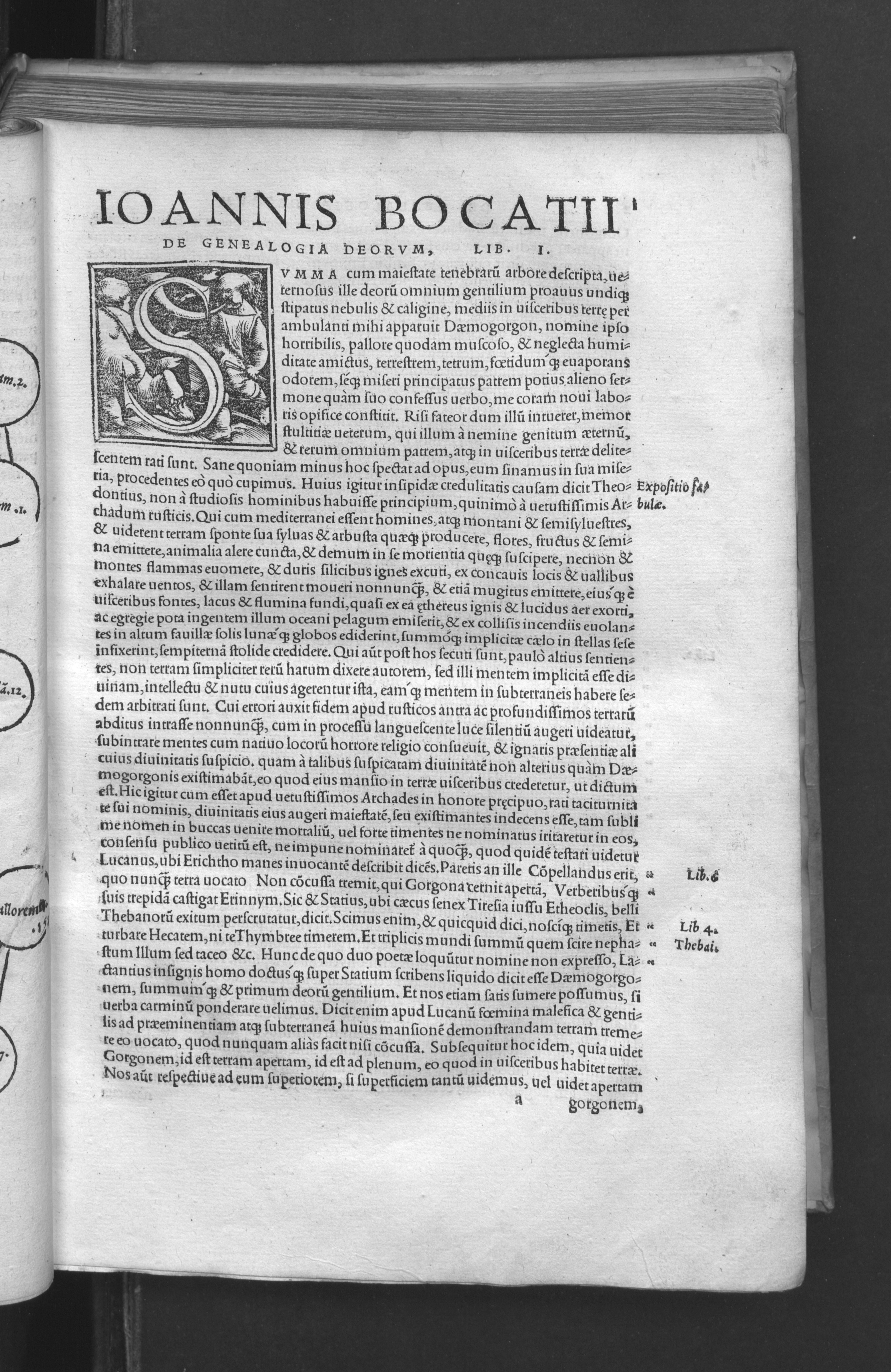
Genealogia deorum gentilium, 1532

그의 작품은 많으나 그 중 여러 가지의 시형(詩型)을 갖는 서정시는 사랑을 주제로 하며 단테나 페트라르카의 영향을 받은 바가 현저하다. 다음으로는 그 시절에 널리 유행되었던 로맨스 문학의 범주에 포함시켜야 할 작품의 대부분은 연애의 여러 가지 중세 모습을 서술했지만, 소재로는 고전 속의 신화 전설이나 문학에서 취하였다. 그러나 그 중 핵은 자신의 경험과 감상을 토대로 한 것이었다.
- 필로콜로(Filocolo, 1336)

로마 전설에서 취재한 나폴리 시대 최초의 작품으로 프로리오와 비안코피오레의 사랑을 주제로 한 모험 이야기이다. 문체는 산문 형식으로 되어 있다.
- 필로스트라토(Filostrato, 1338)

트로이의 왕자와 적측의 그리스 처녀 그리세이다 사이의 비련을 그린 연애시로 9장으로 엮어져 있다.
- 테세이데(Teseide, 테세오의 노래)

그리스 전설에서 소재를 얻어 쓴 12장의 장시. 아존 여왕의 동생 에밀리아에 대한 사랑 때문에 일어나는 알치테, 파레모네 두 청년 간의 사랑 싸움을 묘사하고 있다.
- 난팔레 다메토(Ninfale d'Ameto; 아메토 요정의 희곡)(1342-1343)

한 목동의 요정(妖精)에 대한 순정을 그린 이야기로 시와 산문을 한데 엮어놓은 형식을 취하고 있다.
- 아모로사 비시오네(Amorosa visione; 사랑의 환영, 1342-1343)

비유와 교훈을 담은 장시 50장. <닌팔레 다메토>와 같은 취향의 것이다. 환영에 이끌려 넓은 광장에 이르고 거기서 학문·영광·부유·연애로 고명한 고금의 사람들과 이와는 반대로 운명의 희생이 된 사람들의 명화상을 보고 깨닫고, 좁은 문으로 찾아들어 선덕(善德)을 구하며 낙원에 이르러 피암메타를 만나 무한의 축복을 얻는다는 내용이다.
- 피암메타(Elegia di Madonna Fiammetta, 1343-1344)

깊이 사랑하는 남자 판피로에게 배신당하여 괴로운 나머지 죽음까지도 택하려 한다. 심리 해부의 명작으로 산문 50장으로 이루어진다.
- 닌팔레 피에소라노(Ninfale fiesolano; 페조레의 요정, 1344-1345)

젊은 목동과 요정의 깊은 사랑이 신의 계율로 막혀 이뤄지지 못하자 둘은 아르노 강에 투신해 죽는다는 비련의 목가로서 신화에서 취재한 것이다.
- 데카메론(Decameron, 1348-1353)

이 제명은 그리스어의 '10일'이란 뜻으로 보카치오의 걸작이다.